# Промптон (Пенсільванія)
Промптон (англ. Prompton) — місто (англ. borough) в США, в окрузі Вейн штату Пенсільванія. Населення — 237 осіб (2020).

## Географія
Промптон розташований за координатами 41°35′23″ пн. ш. 75°19′55″ зх. д. / 41.58972° пн. ш. 75.33194° зх. д. (41.589702, -75.331872).  За даними Бюро перепису населення США в 2010 році місто мало площу 4,37 км², з яких 4,01 км² — суходіл та 0,37 км² — водойми.

## Демографія
Згідно з переписом 2010 року, у селищі мешкало 250 осіб у 104 домогосподарствах у складі 68 родин. Густота населення становила 57 осіб/км².  Було 111 помешкання (25/км²).
Расовий склад населення:
| - 96,8 % — білих |

До двох чи більше рас належало 3,2 %. Частка іспаномовних становила 3,2 % від усіх жителів.
За віковим діапазоном населення розподілялося таким чином: 24,0 % — особи молодші 18 років, 59,6 % — особи у віці 18—64 років, 16,4 % — особи у віці 65 років та старші. Медіана віку мешканця становила 39,7 року. На 100 осіб жіночої статі у селищі припадало 85,2 чоловіків;  на 100 жінок у віці від 18 років та старших — 90,0 чоловіків також старших 18 років.
Середній дохід на одне домашнє господарство  становив 56 241 долар США (медіана — 44 500), а середній дохід на одну сім'ю — 60 845 доларів (медіана — 63 036). За межею бідності перебувало 14,2 % осіб, у тому числі 19,2 % дітей у віці до 18 років та 15,6 % осіб у віці 65 років та старших.
Цивільне працевлаштоване населення становило 120 осіб. Основні галузі зайнятості: освіта, охорона здоров'я та соціальна допомога — 24,2 %, науковці, спеціалісти, менеджери — 20,0 %, роздрібна торгівля — 18,3 %.